# Бульдозерна революція
Бульдо́зерна револю́ція (серб. Багер револуција, Bager revolucija) — серія акцій протесту в Союзній Республіці Югославії 5 жовтня 2000 року, що відбулися після президентських виборів і зрештою призвели до відставки президента країни Слободана Милошевича 6 жовтня 2000 року.
Назва «бульдозерна» виникла через відомий епізод, коли мітингувальники намагалися штурмувати будівлю центрального телебачення за допомогою бульдозера. Водій бульдозера Любислав Джокич став символом революції. Також події в Белграді називають першою з «кольорових революцій» (поряд із Трояндовою революцією в Грузії, Помаранчевою революцією в Україні тощо).

## Передісторія
У червні 2000 року парламент Союзної Республіки Югославія прийняв ряд поправок до конституції, зокрема змінивши порядок виборів президента — замість парламенту його тепер повинні були обирати в ході всезагальних та прямих виборів. Зовні демократичні зміни, по суті, переслідували зовсім іншу мету, дозволяючи Слободану Милошевичу переобиратися ще на два чотирирічні терміни. Крім того, вони різко послабили позиції 650-тисячної Чорногорії у порівнянні з 7,5-мільйонною Сербією. 27 липня 2000 року Милошевич підписав указ про проведення восени того ж року виборів, причому не лише до югославського парламенту та місцевих муніципалітетів, але й на посаду президента Югославії. Мандат Милошевича закінчувався лише влітку 2001 року, але він вирішив призначити дострокові вибори на 24 вересня 2000 року.
З цього моменту розпочався останній, вирішальний період боротьби опозиції з режимом Слободана Милошевича. У її авангарді був «Отпор», який запустив дві масштабні паралельні кампанії — «Піди та проголосуй!» і «Він готовий».
Перша кампанія проходила під гаслом «Час настав!» і була направлена на активізацію маси молодих виборців 18-27 років, критично налаштованих по відношенню до режиму. За ініціативою «Отпору» та за підтримки ряду неурядових організацій та Демократичної опозиції у 60 містах Сербії відбулися рок-концерти, які привернули десятки тисяч молодих мешканців. На концертах роздавалися футболки із символікою «Отпору» і касети з піснею популярного югославського виконавця Джордже Балашевича «Жити вільно», яка моментально стала суперхітом. Також була проведена акція «Караван зірок», в якій взяли участь відомі у світі спорту та шоу-бізнесу громадяни Сербії, відвідавши 53 міста і закликаючи опозиційно налаштованих сербів прийти на вибори. Для завоювання симпатій середнього та старшого покоління велике значення мала поява працівників освіти, популярних спортсменів та акторів, які носили значки або футболки з написом «Час настав!». З'явилася нова емблема — годинник, стрілки яких показували 23:55 і підпис «Час настав — 24-09-2000».
Друга кампанія — «Він готовий» — повинна була відволікти на себе увагу силових структур і деморалізувати прибічників президента через усвідомлення того, що дні режиму Милошевича добігають кінця. Застосовувалося, зокрема, «виправлення» офіційних агітаційних плакатів партій, які підтримували Милошевича, на яких писався короткий слоган: «Він готовий». Це дозволило нейтралізувати пропагандистську машину правлячого режиму і дати можливість об'єднаній демократичній опозиції Сербії сконцентрувати зусилля на висуненні позитивного порядку денного. Метою було згуртування і мобілізація опозиційних ресурсів та супротивників Милошевича різних політичних поглядів.

## Перебіг подій
24 вересня 2000 року в Югославії відбулися президентські вибори. На знак протесту проти зміни конституції вибори бойкотували Чорногорія та Косово.
25 вересня штаб опозиційного кандидата оголосив про перемогу, посилаючись на дані екзит-пола, за якими Воїслав Коштуниця набрав 52 % голосів проти 33 % у Слободана Милошевича. Перемогу Коштуниці вже у першому турі визнали не лише незалежні спостерігачі і Демократична опозиція Сербії, але й інші партії, які не входили до прозахідної коаліції, наприклад радикали Воїслава Шешеля. Сербська православна церква закликала Милошевича мирно передати владу новому лідеру країни.
ЦВК фактично став на сторону Миловича, оголосивши, що жоден із кандидатів не набрав необхідних для перемоги у першому турі 50 %. В ніч з 3 на 4 жовтня були оприлюднені офіційні результати, згідно з якими Коштуниця отримав лише 48,22 %, а Милошевич — 40,25 % голосів. Відтак ЦВК напополягала на проведенні другого туру виборів 8 жовтня 2000 року.
Демократична опозиція заявила про відмову участі у другому турі, оскільки її кандидат вже здобув перемогу у першому . Своїх прихильників вона закликала до демонстрацій на місцях та масового маршу на Белград.
29 вересня опозиція оголосила про початок всезагального страйку під гаслом «Зачинено через пограбування». Початкові та середні школи, кінотеатри і театри, а також численні приватні фірми зачинилися, вивісивши відповідні плакати . 1 жовтня до страйку приєдналися шахтарі із розташованого поблизу Белграда вугільного басейну Колубара. Наступного дня страйк став всезагальним. Коштуниця попередив, що страйки не припиняться до тих пір, поки Милошевич не визнає свою поразку на виборах.
На 5 жовтня був призначений мітинг в центрі Белграда. У дні, які залишилися до нього, лідери опозиції проводили активні консультації з керівниками армії та поліції, переконуючи їх не застосовувати силу проти беззбройних демонстрантів. Особливе значення мала зустріч Джинджича з командиром «Червоних беретів» Милорадом Луковичем (Улемеком), в ході якої останній заявив, що «не збирається стріляти в людей заради людини, яка вкрала вибори».
Милошевич виступив по телебаченню зі зверненням до нації. Замість визнання поразки, він звинуватив країни НАТО в підтримці опозиції і «нападі» на нього особисто «через Сербію».
Вранці 5 жовтня 2000 року із провінційних центрів у напрямку Белграда вирушили десятки та сотні одиниць автотранспорту з протестувальниками, об'єднані у п'ять колон. Найбільша із них складалася з 52 автобусів, 230 вантажівок, декількох сотень автомобілів, 10 тисяч чоловік і розтягнулася на 65 кілометрів. Поліція відмовилася застосовувати силу і пропускала учасників акції. Загалом на вулиці сербської столиці вийшли понад 500 тисяч чоловік, як белградців, так і мешканців інших міст.
Основна маса демонстрантів зосередилася на центральній площі Белграда перед Народною скупщиною. Опівдні, не чекаючи концентрації основних сил, вони намагалися потрапити до будівлі парламенту, однак були зупинені поліцією із застосуванням кийків та сльозогінного газу. Через декілька годин активісти «Отпору» прорвали очеплення за допомогою бульдозера і розблокували вхідні двері. Стримати мітингувальників відтак було вже неможливо.
Ключову роль у подіях навколо скупщини зіграв фермер Любислав Джокич, який прибув на мітинг з провінційного міста Чачак. Його яскраво-жовтий бульдозер і дав назву Сербській революції 2000 року.
У відчаї Милошевич наказав голові Генерального штабу генералу Павковичу «вжити негайних заходів» через «підпал державного символу». О пів на шосту вечора в центрі Белграда з'явилися «Червоні берети», командир яких під захоплене скандування народу розбив рацію об асфальт після того, як в ній роздався голос Милошевича. Це стало переломним моментом. Вже о шостій вечора штаб МВС, який мав придушувати масові виступи, припинив роботу. Столиця фактично перейшли під повний контроль опозиції.
Ввечері 6 жовтня 2000 року після переговорів Милошевича та Коштуниці югославський президент виступив по національному телебаченню і визнав свою поразку на виборах. За винятком двох випадкових жертв «бульдозерна революція» закінчилась майже безкровною перемогою опозиції.

## Наслідки
23 грудня 2000 року в Югославії відбулися парламентські вибори, на яких перемогу здобула демократична коаліція. 1 квітня 2001 року Слободан Милошевич був заарештований у власній резиденції за обвинуваченням у перевищенні посадових повноважень та корупції. 28 червня прем'єр-міністр Зоран Джинджич погодився видати Милошевича Гаазькому трибуналу — за його наполяганням. Процес за справою Милошевича тривав кілька років, але так і не був завершений, оскільки 11 березня 2006 року Милошевич помер від серцевого нападу.
Бульдозерна революція завершила процес демонтажу авторитарного режима у Сербії та розпаду Югославії на незалежні держави. 4 лютого 2003 року «залишкова» Югославія перетворилася на конфедеративний Державний Союз Сербії та Чорногорії. 3 червня 2006 року Югославія остаточно припинила своє існування у зв'язку з виходом із союзу Чорногорії.